# Базз Баззард
Базз Баззард (англ. Buzz Buzzard) — мультипликационный отрицательный персонаж, гриф или канюк, герой мультфильмов анимационной студии Уолтера Ланца.

## История
Антагонист появляющийся в мультфильмах в качестве мошенника, ищущего способы обмануть Дятла Вуди. Часто Базз предстаёт в качестве ковбоя, подонка с содовой и прочих отрицательных образах. На протяжении мультфильмов Базз был основным противником для Вуди.
Первое появление Базза состоялось в 1948 году в серии «Подмоченный страховой полис», первом и единственном анимированном короткометражном мультфильме, который был номинирован на премию Оскар за лучшую песню. В эпизоде он стал заменой Моржу Уолли в качестве основного врага для Вуди Вудпекера. Базз продолжал появляться в мультфильмах до середины 50-х годов, и в конечном счёте его заменил другой соперник дятла Дэппер Дэнвер Дули, а затем и Габби Гатор. Эпизод «Мошенники» стал последним появлением Баззарда в мультфильме о Дятле Вуди до короткометражного мультфильма «К чему приводит жадность» в 1969 году. Базз продолжал появляться в комиксах Ланца и других лицензированных товарах. Во время 14-летнего театрального перерыва, Базз появился в мультфильме 1964 года «Spook-a-Nanny».
Внешность персонажа резко менялась на протяжении многих лет: исчезла жилетка, изменились цвета перьев, которые то исчезли, то вновь появлялись время от времени.

## Появления
- «Подмоченный страховой полис» (20.08.1948)
- «Вуди на Диком Западе!» (31.12.1948)
- «Просто объедение» (25.03.1949)
- «Неважнецкий курьер» (22.01.1951)
- «Рогатка калибра шесть и семь восьмых» (23.07.1951)
- «Невидимый Вуди» (24.12.1951)
- «Розыгрыш» (21.04.1952)
- «Обработка скальпов» (18.09.1952)
- «Большие гонки» (20.10.1952)
- «Вуди против пирата» (20.04.1953)
- «Операция «Опилки»» (15.06.1953)
- «Галантные кавалеры» (14.09.1953)
- «Гипнотизёр самоучка» (26.09.1953)
- «Жаркий полдень, или 12 дня для точности» (12.10.1953)
- «Морока в Марокко» (18.01.1954)
- «В гости к Бали» (15.03.1954)
- «Не обманешь, не продашь» (05.07.1954)
- «Пропащий Вуди» (20.09.1954)
- «Мошенники» (21.11.1955)
- «К чему приводит жадность» (01.06.1969)
- «Вуди на корабле» (01.08.1969)
- «Фонтан обман» (05.01.1971)
- «Испытание по индейски» (01.01.1972)
- «Пес-шоумен» (01.06.1972)
- «Джин с мягкими лапками» (01.08.1972)